# Wielbark (województwo pomorskie)
Wielbark (niem. Willenberg) – osada w Polsce położona w województwie pomorskim, w powiecie malborskim, w gminie Malbork przy drodze krajowej nr 55.
Wieś królewska położona była w II połowie XVI wieku w województwie malborskim. W latach 1975–1998 miejscowość należała administracyjnie do województwa elbląskiego.
Historyczna (większa) część miejscowości stanowi dziś dzielnicę Malborka.